# Anna mazowiecka (1450/1452–1477/1480)
Anna mazowiecka (ur. 1450/1452, zm. między 19 listopada 1477 a 14 września 1480) – księżniczka mazowiecka, księżna cieszyńska z dynastii Piastów.

## Życiorys
Anna była starszą córką księcia mazowieckiego Bolesława IV i Barbary, córki księcia kijowskiego Aleksandra Włodzimierzowica, zwanego Olelkiem.
Między 1462 a 1468 została poślubiona przez Przemysława II, księcia cieszyńskiego. Z małżeństwa tego pochodziła jedna córka Jadwiga, od grudnia 1486 żona Stefana z rodu Zapolyów.
Owdowiała 18 marca 1477 r.
Zmarła między 19 listopada 1477 a 14 września 1480 roku.